# NGC 4910
NGC 4910 (NGC 4845) je spiralna galaktika u zviježđu Velikom medvjedu. Naknadno je utvrđeno da je NGC 4845 ista galaktika.

## Vanjske poveznice
- (engl.) SEDS: NGC 4910
- (engl.) Revidirani Novi opći katalog
- (engl.) Izvangalaktička baza podataka NASA-e i IPAC-a
- (engl.) Astronomska baza podataka SIMBAD
- (engl.) VizieR